# Società Sportiva Città di Campobasso 2021-2022
Questa voce raccoglie le informazioni riguardanti la Società Sportiva Città di Campobasso nelle competizioni ufficiali della stagione 2021-2022.

## Stagione
Per la stagione 2021-22 vengono trattenuti gran parte dei calciatori protagonisti della vittoria del campionato di Serie D. Nella prima partita ufficiale, in Coppa Italia Serie C, il Campobasso esce di scena già al primo turno eliminatorio per mano del Grosseto, mentre il campionato si apre con un pareggio per 1-1 in casa dell'Avellino. La prima partita in casa si chiude con una sconfitta per 1-0 nella sentita sfida contro il Taranto (gara giocata con lo stadio ancora a 4000 posti omologati a causa del mancato ok da parte della Prefettura e senza tifosi ospiti per la richiesta della tessera del tifoso), mentre la prima vittoria arriva alla 3ª giornata, in trasferta a Viterbo contro il Monterosi Tuscia, sconfitto 3-2. Dopo un pareggio a reti bianche in casa della Juve Stabia, arrivano due sconfitte per 3-1 per mano prima della Fidelis Andria (in cui la capienza del Romagnoli viene finalmente portata a 7500 posti), poi al Barbera di Palermo, con anche un rigore sbagliato per il possibile 2-2. Il Lupo si riscatta subito vincendo per la prima volta in questa stagione in casa contro la Paganese per 2-0. Si apre un ciclo positivo con la vittoria in esterna per 2-1 contro un Monopoli che prima della sfida con il Lupo era terza; i molisani cadono per 3-1 in casa contro la capolista e corazzata Bari, vince in casa della terza forza del campionato, la Turris, nel turno infrasettimanale con un rocambolesco 3-2, ma si fa pareggiare in casa dall' AZ Picerno per 1-1. In seguito perde in trasferta le sfide salvezza, 12ª giornata in casa del Messina per 2-0, la 14ª per 4-1 a Latina e, nella 17ª 2-0 in casa dell'ultima in classifica Vibonese. Nel mezzo tre pareggi in casa; 4-4 contro il Catania nella 13ª giornata, 1-1 per la 15ª contro il Foggia e per la 16ª 2-2 contro la Virtus Francavilla. Perde la 18ª in casa contro il Catanzaro per 2-1, ma torna alla vittoria nell'ultima partita d'andata in casa del Potenza per 1-0. Chiude il girone d'andata con 21 punti e una 14ª posizione. Dopo la partita con il Messina, il vice allenatore, Giuseppe Antognozzi, viene ricoverato in ospedale; tornerà sulla panchina solo a febbraio. Chiude il 2021 con la sconfitta, nella prima di ritorno, contro l'Avellino per 3-0.
Dopo la pausa natalizia e dopo che vengono rinviate le prime due partite del nuovo anno in tutta la serie C, il Campobasso riprende la sua marcia pareggiando in casa con la Juve Stabia (0-0), e vincendo un importante scontro salvezza in trasferta contro la Fidelis Andria (0-1). Nel recupero della seconda giornata, annulla il rigore del Taranto allo scadere (1-1) e si fa sfuggire la vittoria in casa contro il Palermo a cinque minuti dalla fine (2-2). Perde in case della Paganese facendosi rimontare (1-2), per poi invertire la rotta vincendo in casa contro il Monopoli (1-0), un girone dopo l'ultima vittoria in casa, e soprattutto vince allo Stadio San Nicola, in casa della capolista Bari, per 3-2 con una tripletta di Liguori e con più di 620 tifosi al seguito, vincendo per la prima volta nella loro storia a Bari. Subito dopo perde lo scontro salvezza per 2-1 contro il Monterosi, mentre gioca solo un tempo contro la Turris (finito 2-1) a causa della neve. Salta anche la partita a Picerno causa neve, poi il Campobasso conquista punti importanti per la salvezza vincendo in casa 2-0 contro il Messina, pareggia a Catania 1-1, e si sbarazza del Latina per 2-0. Segue la sentita trasferta di Foggia, dove chiude il primo tempo in vantaggio per 2-1, ma si fa rimontare e la partita si conclude con un pesante 5-2; in maniera analoga succede nel recupero a Picerno, da 2-1 a 3-2. Nelle successive due sfide agguanta due pareggi nei minuti di recupero sia a Francavilla (4-4) che nel recupero del secondo tempo contro la Turris (3-3). Poco prima della terz'ultima giornata, complice l'esclusione del 
Catania dal girone a causa della fine anticipata dell'esercizio provvisorio, i Lupi ottengono così la matematica certezza della permanenza in categoria, suggellato il giorno dopo dalla vittoria per 4-1 sulla Vibonese. Chiude la stagione con una sconfitta per 3-0 a Catanzaro e un pareggio nell'ultima in casa contro il Potenza, chiudendo la stagione con 44 punti e il tredicesimo posto finale.
A seguito però di mancati pagamenti dell'IVA, viene esclusa dal campionato di Serie C 2022-2023

## Divise e sponsor
Per la stagione 2021-22 gli sponsor ufficiali che compaiono sulle divise del Campobasso sono Levigas, La Molisana Trasporti, Unigross, Autopia, Original Vintage Sunglasses e Tecnorex.
La prima maglia è la classica rossoblù, la seconda è bianca con piccole bande oblique rossoblù, mentre la terza è viola con un motivo più chiaro che richiama un fulmine.

## Organigramma societario
Area direttiva
- Presidente: Mario Gesuè
- Proprietari: Mario Gesuè tramite Halley Holding, Matt Rizzetta tramite North Sixth Group LLC e Julien Giuge tramite Afribon
- Amministratore delegato: Raffaele Mario De Francesco
- Direttore generale: Domenico Fagnano

Area organizzativa
- Segretario generale:  Mario Colalillo
- Team manager: Giuseppe Allocca

Area comunicazione
- Responsabile: Andrea Vertolo
- Ufficio stampa: Claudio Mescia, Andrea Zita, Marco Moffa

Area tecnica
- Direttore sportivo: Stefano De Angelis
- Responsabile area tecnica: Luigi Mandragora
- Allenatore: Mirko Cudini
- Allenatore in seconda: Giuseppe Antognozzi
- Preparatore atletico: Francesco Negro
- Preparatore dei portieri: Cristian Cicioni
- Match analyst: Gian Marco Ortolani

Area sanitaria
- Responsabile: Michele Ricciardi

## Rosa
Aggiornata al 31 gennaio 2022.
| N. |                   | Ruolo | Calciatore          |
| -- | ----------------- | ----- | ------------------- |
| 1  | Italia (bandiera) | P     | Matteo Raccichini   |
| 2  | Italia (bandiera) | D     | Luca Sbardella      |
| 3  | Italia (bandiera) | D     | Nicola Vanzan       |
| 4  | Italia (bandiera) | C     | Federico Nacci      |
| 5  | Italia (bandiera) | D     | Damiano Menna       |
| 6  | Italia (bandiera) | D     | Alessandro Dalmazzi |
| 7  | Italia (bandiera) | C     | Francesco Bontà     |
| 8  | Italia (bandiera) | C     | Pietro Ladu         |
| 9  | Italia (bandiera) | A     | Mattia Rossetti     |
| 10 | Italia (bandiera) | A     | Michele Emmausso    |
| 11 | Italia (bandiera) | D     | Federico Pace       |
| 12 | Italia (bandiera) | P     | Emanuele Zamarion   |
| 13 | Italia (bandiera) | D     | Antonio Martino     |
| 14 | Italia (bandiera) | A     | Davide Di Francesco |

| N. |                        | Ruolo | Calciatore        |
| -- | ---------------------- | ----- | ----------------- |
| 16 | Italia (bandiera)      | C     | Joshua Tenkorang  |
| 17 | Italia (bandiera)      | A     | Giuseppe De Biase |
| 18 | Italia (bandiera)      | C     | Kevin Candellori  |
| 19 | Italia (bandiera)      | C     | Francesco Giunta  |
| 20 | Italia (bandiera)      | C     | Nicola Ciocca     |
| 21 | Italia (bandiera)      | A     | Michael Liguori   |
| 22 | Italia (bandiera)      | P     | Stefano Coco      |
| 23 | Italia (bandiera)      | D     | Cristian Fabriani |
| 24 | Italia (bandiera)      | A     | Andrea Lombari    |
| 26 | Italia (bandiera)      | C     | Angelo Persia     |
| 27 | Albania (bandiera)     | A     | Olger Merkaj      |
| 30 | Italia (bandiera)      | D     | Kevin Magri       |
| 37 | Italia (bandiera)      | A     | Pablo Vitali      |
| 98 | Paesi Bassi (bandiera) | A     | Don Bolsius       |
| 99 | Italia (bandiera)      | A     | Giacomo Parigi    |

## Calciomercato

### Sessione estiva(dal 1/7 al 31/8)[7]
| Acquisti | Acquisti            | Acquisti        | Acquisti   |
| R.       | Nome                | da              | Modalità   |
| -------- | ------------------- | --------------- | ---------- |
| P        | Stefano Coco        | Pro Sesto       | definitivo |
| P        | Emanuele Zamarion   | Gubbio          | definitivo |
| D        | Kevin Magri         | Ancona-Matelica | definitivo |
| D        | Federico Pace       | Albalonga       | definitivo |
| C        | Francesco Giunta    | Lavello         | definitivo |
| C        | Federico Nacci      | Portici         | definitivo |
| A        | Davide Di Francesco | Ascoli          | prestito   |
| A        | Michele Emanusso    | Lecco           | definitivo |
| A        | Michael Liguori     | Recanatese      | definitivo |
| A        | Giacomo Parigi      | Vibonese        | definitivo |

| Cessioni | Cessioni                 | Cessioni         | Cessioni      |
| R.       | Nome                     | a                | Modalità      |
| -------- | ------------------------ | ---------------- | ------------- |
| P        | Antonio Oliva            | Castelfidardo    | svincolato    |
| P        | Davide Piga              | Cagliari         | fine prestito |
| D        | Angelo Capuozzo          | Vibonese         | fine prestito |
| C        | Leonardo Brenci          | Pianese          | definitivo    |
| C        | Sasha Di Maio            | Gambatesa        | fine prestito |
| C        | Angelo Mancini           | Arzachena        | prestito      |
| A        | Simone Caricati          | Novara           | fine prestito |
| A        | Pietro Cogliati          | Sangiuliano City | definitivo    |
| A        | Simone Di Domenicantonio | Sambenedettese   | svincolato    |
| A        | Vittorio Esposito        | Fano             | svincolato    |
| A        | Davide Fruscella         |                  | svincolato    |
| A        | Giuseppe De Biase        | Pineto           | prestito      |

### Operazioni esterne alle sessioni
| Acquisti | Acquisti      | Acquisti | Acquisti   |
| R.       | Nome          | da       | Modalità   |
| -------- | ------------- | -------- | ---------- |
| C        | Angelo Persia |          | svincolato |

### Sessione invernale(dal 03/01 al 01/02)
| Acquisti | Acquisti     | Acquisti | Acquisti   |
| R.       | Nome         | da       | Modalità   |
| -------- | ------------ | -------- | ---------- |
| A        | Olger Merkaj | Foggia   | definitivo |
| A        | Don Bolsius  | Fermana  | prestito   |

| Cessioni | Cessioni       | Cessioni   | Cessioni   |
| R.       | Nome           | a          | Modalità   |
| -------- | -------------- | ---------- | ---------- |
| A        | Pablo Vitali   | Foggia     | definitivo |
| A        | Giacomo Parigi | AZ Picerno | prestito   |

## Risultati

### Serie C

#### Girone di andata
| Arbitro: | Caldera (Como) |

|                     |           |                     |
| D'Angelo 79’ (rig.) | Marcatori | 69’ D. Di Francesco |

| Arbitro: | Acanfora (Castellammare di Stabia) |

|  |           |              |
|  | Marcatori | 57’ Giovinco |

| Arbitro: | Grasso (Ariano Irpino) |

|                                    |           |                            |
| Costantino 41’ (rig.) Polito 90+4’ | Marcatori | 3’, 10’ Rossetti 14’ Bontà |

| Castellammare di Stabia 18 settembre 2021, ore 17:30 CEST 4ª giornata | Juve Stabia      | 0 – 0 referto | Campobasso | Stadio Romeo Menti (1 450 spett.)\| Arbitro: \| Galipò (Firenze) \| |
| Arbitro:                                                              | Galipò (Firenze) |               |            |                                                                     |

| Arbitro: | Maggio (Lodi) |

|               |           |                                                |
| Tenkorang 63’ | Marcatori | 55’ (rig.) Di Piazza 67’ Bubas 90+3’ Bolognese |

| Arbitro: | Scatena (Avezzano) |

|                                  |           |              |
| Silipo 3’ Valente 5’ Brunori 80’ | Marcatori | 54’ Rossetti |

| Arbitro: | Collu (Cagliari) |

|                                  |           |  |
| D. Di Francesco 15’ Rossetti 47’ | Marcatori |  |

| Arbitro: | Ricci (Firenze) |

|             |           |                                 |
| Starita 38’ | Marcatori | 5’ Tenkorang 52’ (aut.) Guiebre |

| Arbitro: | Feliciani (Teramo) |

|                     |           |                                         |
| Rossetti 42’ (rig.) | Marcatori | 4’ Terranova 55’ Antenucci 77’ Cheddira |

| Arbitro: | Sfira (Pordenone) |

|                        |           |                                            |
| Giannone 7’ Franco 75’ | Marcatori | 16’ D. Di Francesco 51’ Liguori 55’ Vitali |

| Arbitro: | Scarpa (Collegno) |

|                    |           |             |
| Ferrani 16’ (aut.) | Marcatori | 59’ Gerardi |

| Arbitro: | Pascarella (Nocera Inferiore) |

|                              |           |  |
| Adorante 36’ Gonçalves 45+1’ | Marcatori |  |

| Arbitro: | Fiero (Pistoia) |

|                                                               |           |                                               |
| Emmausso 19’ (rig.) Rossetti 21’ Candellori 33’ Tenkorang 88’ | Marcatori | 7’ Rosaia 38’ (rig.), 68’ (rig.), 73’ L. Moro |

| Arbitro: | Vergaro (Bari) |

|                                 |           |                       |
| Carletti 20’, 68’ Sane 45’, 67’ | Marcatori | 90+2’ (rig.) Rossetti |

| Arbitro: | Panettella (Bari) |

|             |           |                 |
| Liguori 48’ | Marcatori | 22’ A. Ferrante |

| Arbitro: | Frascaro (Firenze) |

|                         |           |                           |
| Persia 7’ Tenkorang 63’ | Marcatori | 28’ Maiorino 36’ Caporale |

| Arbitro: | Carrione (Castellammare di Stabia) |

|                       |           |  |
| Ciotti 88’ Ngom 90+5’ | Marcatori |  |

| Arbitro: | Kumara (Verona) |

|              |           |                              |
| Emmausso 86’ | Marcatori | 33’ Bombagi 45+1’ Vandeputte |

| Arbitro: | Giordano (Novara) |

|  |           |                |
|  | Marcatori | 45’ Candellori |

#### Girone di ritorno
| Arbitro: | Di Graci (Como) |

|  |           |                                                |
|  | Marcatori | 19’ Maniero 79’ D. De Francesco 90+2’ Mastalli |

| Arbitro: | Di Francesco (Ostia Lido) |

|             |           |              |
| Giovinco 2’ | Marcatori | 60’ Emmausso |

| Arbitro: | Giaccaglia (Jesi) |

|                |           |                                  |
| Rossetti 90+2’ | Marcatori | 78’ Artistico 90’ (rig.) Parlati |

| Campobasso 23 gennaio 2022, ore 17:30 CET 23ª giornata | Campobasso         | 0 – 0 referto | Juve Stabia | Stadio Nuovo Romagnoli (1 800 spett.)\| Arbitro: \| Feliciani (Teramo) \| |
| Arbitro:                                               | Feliciani (Teramo) |               |             |                                                                           |

| Arbitro: | Di Cairano (Ariano Irpino) |

|  |           |               |
|  | Marcatori | 77’ Tenkorang |

| Arbitro: | F. Longo (Paola) |

|                       |           |                  |
| Emmausso 18’ Pace 69’ | Marcatori | 17’, 86’ Brunori |

| Arbitro: | Zamagni (Cesena) |

|                          |           |                    |
| Firenze 43’ Cretella 48’ | Marcatori | 7’ D. Di Francesco |

| Arbitro: | Lovison (Padova) |

|               |           |  |
| Tenkorang 58’ | Marcatori |  |

| Arbitro: | Virgilio (Trapani) |

|                                  |           |                       |
| Dalmazzi 73’ (aut.) D'Errico 79’ | Marcatori | 22’, 49’, 68’ Liguori |

| Arbitro: | Angelucci (Foligno) |

|                                               |           |                                    |
| Liguori 27’ (rig.), 57’ Emmausso 90+4’ (rig.) | Marcatori | 7’ Leonetti 38’ Tascone 80’ Loreto |

| Arbitro: | Delrio (Reggio Emilia) |

|                                       |           |                       |
| Parigi 37’ Esposito 69’ Pitarresi 75’ | Marcatori | 21’ Pace 35’ Emmausso |

| Arbitro: | Petrella (Viterbo) |

|                 |           |  |
| Liguori 9’, 73’ | Marcatori |  |

| Arbitro: | Marotta (Sapri) |

|            |           |           |
| Russini 4’ | Marcatori | 51’ Bontà |

| Arbitro: | Bonacina (Bergamo) |

|                        |           |  |
| Persia 44’ Bolsius 51’ | Marcatori |  |

| Arbitro: | Ancora (Roma) |

|                                                      |           |                          |
| Merola 4’, 46’ Sciacca 64’ Garofalo 87’ Curcio 90+5’ | Marcatori | 19’ Bontà 45+1’ Rossetti |

| Arbitro: | Scarpa (Collegno) |

|                                      |           |                                                 |
| Patierno 2’, 55’ Pierno 34’ Idda 45’ | Marcatori | 5’, 90+3’ Liguori 50’ (rig.) Emmausso 77’ Nacci |

| Arbitro: | Perri (Roma 1) |

|                                                  |           |             |
| Bontá 44’ Bolsius 45+2’ Persia 62’ O. Merkaj 72’ | Marcatori | 90+2’ Zappa |

| Arbitro: | Nicolini (Brescia) |

|                                      |           |  |
| Iemmello 43’ (rig.), 57’ Bombagi 81’ | Marcatori |  |

| Arbitro: | Emmanuele (Pisa) |

|             |           |            |
| Bolsius 69’ | Marcatori | 5’ Cuppone |

### Coppa Italia Serie C
| Arbitro: | Perri (Roma) |

|                  |           |            |
| Moscati 22’, 45’ | Marcatori | 88’ Vitali |

## Statistiche

### Statistiche di squadra
Statistiche aggiornate al 26 aprile 2022.
| Competizione         | Punti | In casa | In casa | In casa | In casa | In casa | In casa | In trasferta | In trasferta | In trasferta | In trasferta | In trasferta | In trasferta | Totale | Totale | Totale | Totale | Totale | Totale | DR  |
| Competizione         | Punti | G       | V       | N       | P       | Gf      | Gs      | G            | V            | N            | P            | Gf           | Gs           | G      | V      | N      | P      | Gf     | Gs     | DR  |
| -------------------- | ----- | ------- | ------- | ------- | ------- | ------- | ------- | ------------ | ------------ | ------------ | ------------ | ------------ | ------------ | ------ | ------ | ------ | ------ | ------ | ------ | --- |
| Serie C              | 44    | 18      | 5       | 7       | 6       | 25      | 25      | 18           | 6            | 4            | 8            | 26           | 37           | 36     | 11     | 11     | 13     | 51     | 62     | -11 |
| Coppa Italia Serie C | -     | 0       | 0       | 0       | 0       | 0       | 0       | 1            | 0            | 0            | 1            | 1            | 2            | 1      | 0      | 0      | 1      | 1      | 2      | -1  |
| Totale               | 43    | 17      | 5       | 6       | 6       | 24      | 24      | 18           | 6            | 4            | 8            | 27           | 39           | 35     | 11     | 10     | 14     | 51     | 63     | -12 |

### Andamento in campionato
| Giornata  | 1 | 2  | 3 | 4 | 5  | 6  | 7  | 8  | 9  | 10 | 11 | 12 | 13 | 14 | 15 | 16 | 17 | 18 | 19 | 20 | 21 | 22 | 23 | 24 | 25 | 26 | 27 | 28 | 29 | 30 | 31 | 32 | 33 | 34 | 35 | 36 | 37 | 38 |
| --------- | - | -- | - | - | -- | -- | -- | -- | -- | -- | -- | -- | -- | -- | -- | -- | -- | -- | -- | -- | -- | -- | -- | -- | -- | -- | -- | -- | -- | -- | -- | -- | -- | -- | -- | -- | -- | -- |
| Luogo     | T | C  | T | T | C  | T  | C  | T  | C  | T  | C  | T  | C  | T  | C  | C  | T  | C  | T  | C  | T  | C  | C  | T  | C  | T  | C  | T  | C  | T  | C  | T  | C  | T  | C  | T  | C  | T  |
| Risultato | N | P  | V | N | P  | P  | V  | V  | P  | V  | N  | P  | -  | P  | N  | N  | P  | P  | V  | P  | N  | P  | N  | V  | N  | P  | V  | V  | N  | P  | V  | -  | V  | P  | N  | V  | P  | N  |
| Posizione | 6 | 13 | 8 | 9 | 14 | 15 | 12 | 10 | 12 | 9  | 10 | 12 | 12 | 13 | 13 | 13 | 15 | 16 | 14 | 14 | 14 | 15 | 15 | 13 | 14 | 14 | 13 | 13 | 14 | 14 | 15 | 14 | 14 | 14 | 14 | 11 | 12 | 13 |

Fonte:  Classifica Serie C - Girone C, su lega-pro.com.
Legenda:

Luogo: C = Casa; T = Trasferta. Risultato: V = Vittoria; N = Pareggio; P = Sconfitta.